# Moonraker (roman)
Moonraker is de derde roman over James Bond van de Engelse schrijver Ian Fleming. Het boek verscheen in 1955 en werd verfilmd in 1979 met Roger Moore als James Bond. De Nederlandse titel van het boek is Hoog spel.

## Verhaal
M vraagt aan James Bond of hij meegaat naar de Blades Club om daar de multimiljonair en oorlogsheld Hugo Drax te observeren. Drax leidt het 'Moonraker'-ruimteproject dat gebouwd wordt om het Verenigd Koninkrijk tegen zijn vijanden van de Koude Oorlog te verdedigen. Hij wordt verdacht van het valsspelen bij bridge bij Blades. Wat M niet begrijpt is waarom Drax vals zou spelen en Bond zoekt dat uit door samen met M te dineren bij Blades. Bond slaagt er bij Blades in de bedrieger te bedriegen, met de hulp van een cocktail van gepoederde benzedrine en door de kaartverdeling te manipuleren. Bond wint hierbij 15.000 pond.
| Gever:Z  | ♠ 10987    | Contract:7 ♣ |  | Bond (Zuid) speelt 7 klaveren geherdoubleerd en wint dat, ondanks de sterke hand van Drax (Oost). |
|          | ♥ 6543     | Leider:Z     |  | Bond (Zuid) speelt 7 klaveren geherdoubleerd en wint dat, ondanks de sterke hand van Drax (Oost). |
|          | ♦          |              |  | Bond (Zuid) speelt 7 klaveren geherdoubleerd en wint dat, ondanks de sterke hand van Drax (Oost). |
| ♠ 65432  | ♣ 76532    | ♠ AHVB       |  | Bond (Zuid) speelt 7 klaveren geherdoubleerd en wint dat, ondanks de sterke hand van Drax (Oost). |
| ♥ 109872 |            | ♥ AHVB       |  | Bond (Zuid) speelt 7 klaveren geherdoubleerd en wint dat, ondanks de sterke hand van Drax (Oost). |
| ♦ B109   | ♦ AH       |              |  | Bond (Zuid) speelt 7 klaveren geherdoubleerd en wint dat, ondanks de sterke hand van Drax (Oost). |
| ♣        | ♠          | ♣ HB9        |  | Bond (Zuid) speelt 7 klaveren geherdoubleerd en wint dat, ondanks de sterke hand van Drax (Oost). |
|          | ♥          |              |  | Bond (Zuid) speelt 7 klaveren geherdoubleerd en wint dat, ondanks de sterke hand van Drax (Oost). |
|          | ♦ V8765432 |              |  | Bond (Zuid) speelt 7 klaveren geherdoubleerd en wint dat, ondanks de sterke hand van Drax (Oost). |
|          | ♣ AV1084   |              |  |                                                                                                   |

Diezelfde nacht nog vindt er een moord plaats op de werf van de Moonraker. De bewakingsofficier, een agent van de Special Branch van Scotland Yard, wordt doodgeschoten. Ofschoon de zaak in handen van MI5 zou zijn, slaagt M erin om Bond te laten infiltreren bij Drax, en Bond ontmoet hierbij de politieagente Gala Brand die ook werkt bij de Special Branch.
Bond en Gala ontdekken dat Drax niet is wie hij lijkt te zijn. In werkelijkheid is hij de Duitse graaf Hugo von der Drache, die, als lid van de Duitse weerwolven, tijdens de Tweede Wereldoorlog per ongeluk in een Brits hospitaal belandde dat zijn mannen later bombardeerden, waarbij het grootste deel van zijn gezicht werd weggeblazen. Zinnend op wraak nam hij de identiteit over van een verdwenen Britse soldaat en werd Brits oorlogsheld en multimiljonair. Het blijkt dat hij nu plannen heeft om Londen te vernietigen met de raket Moonraker, als wraak op het land (Engeland) dat hij altijd gehaat heeft. Dit heeft hij voor elkaar kunnen krijgen met geheime hulp van de Sovjet-Unie.
Net als de raket op het punt staat op te stijgen komen Bond en Gala tevoorschijn, Bond wijzigt de koers van de raket zodat de raket in de Noordzee belandt. Drax wordt dus gedood door zijn eigen raket, terwijl hij probeert te ontsnappen in een Russische onderzeeër. Wanneer de missie voltooid is slaagt Bond er niet in het meisje voor enige tijd te krijgen.

## Trivia
- Het script voor de gelijknamige film van dit boek werd geschreven door Christopher Wood, de film lijkt daarom ook weinig op Flemings Moonraker. Christopher Wood heeft alleen de naam van de slechterik Hugo Drax in de film gebruikt, maar in de film is Drax een Amerikaan, in het boek is hij een Duitser. Christopher Wood schreef daarom ook in 1979 een boek dat gebaseerd is op de film.
- Het personage Miranda Frost (uit de Bondfilm Die Another Day) is gebaseerd op het personage Gala Brand. Ook Gustav Graves (ook uit de Bondfilm Die Another Day) is gebaseerd op Hugo Drax, omdat ze beiden een ongeluk met hun gezicht hebben gehad, wat hun uiterlijk veranderde.

### Boek en film
- Het verhaal van de film heeft amper wat te doen met de roman. In de roman wenste Drax met een raket Londen te bombarderen, terwijl hij in de film vanuit een ruimte-station de mensheid wil vernietigen.
- Hugo Drax is in de roman een nazi, terwijl hij in de film droomt van een superras (hoewel niet op racistische gronden, maar eerder op schoonheidsidealen).
- In de roman tracht Drax Bond en Gala Brand te vermoorden door hen onder de uitlaat van de Moonraker vast te binden: in de film gebeurt dit ook, al is de Moonraker hier geen raketwapen maar een spaceshuttle.
- Zelfs de naam van de bondgirl komt niet overeen: in de film heet ze Holly Goodhead en in de roman Gala Brand.
- In de roman blijft Bond op aarde, maar in de film reist hij ook echt af naar de ruimte om de plannen van Drax te stoppen.